# Offshore-Windpark North Hoyle
Der Windpark North Hoyle ist ein Offshore-Windpark in der Irischen See (Liverpool Bay – „Bucht von Liverpool“) etwa 8 Kilometer vor der Küste von Denbighshire, Wales (Vereinigtes Königreich) zwischen Rhyl und Prestatyn.

## Aufbau

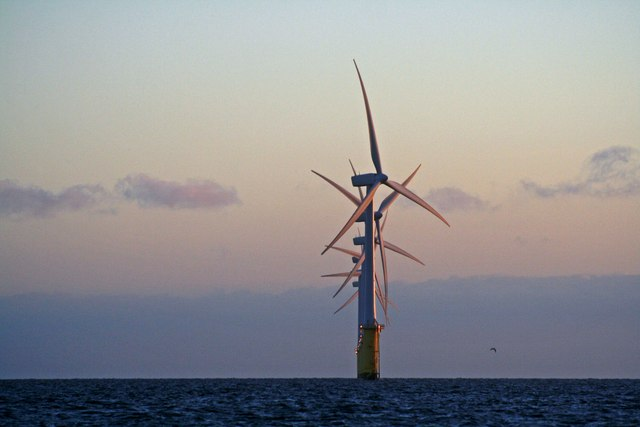
North Hoyle bei Sonnenaufgang

Im Windpark stehen 30 Windenergieanlagen vom Typ Vestas V80-2.0 mit einem Rotordurchmesser von 80 m und einer elektrischen Nennleistung von je 2 Megawatt (MW), also insgesamt etwa 60 MW. Die 30 Turbinen sind in einer Anordnung von 6 × 5 auf einer Fläche von etwa 10 km² verteilt. Die Bucht hat an dieser Stelle Wassertiefen von 7 bis 12 m. Die Gondeln mit den Generatoren liegen auf 58 m Höhe über dem Meeresspiegel. Die Stahltürme, auf denen die Rotoren montiert sind, haben einen Durchmesser von 4 m. Der produzierte Strom wird über zwei Seekabel zu einem Umspannwerk in Rhyl an Land geleitet. Das Kabel verläuft im Windpark selbst in Zickzack-Form von Windenergieanlage zu Anlage, diese sind daran wie Perlen an einer Schnur aufgereiht.
North Hoyle ist der erste von vier Offshore-Windparks in der Bucht von Liverpool: Der westlich benachbarte Rhyl Flats mit 90 MW Leistung ging 2009 in Betrieb. Weiter östlich liegt Burbo Bank mit 90 MW. Der wesentlich größere Park Gwynt y Môr mit 160 Anlagen für 576 MW wurde im Juni 2015 offiziell in Betrieb genommen.

## Geschichte
Der Park North Hoyle gehört zur „Runde 1“ des Entwicklungsprogramms für Offshore-Windparks des Crown Estate, die Ende 2000 begann.
Der Park wurde von RWE Innogy (ehemals npower) entwickelt, 2003/2004 gebaut und 2004 vom britischen Energieminister Mike O’Brien eingeweiht. Zum Zeitpunkt der Fertigstellung war er der größte Offshore-Windpark im Vereinigten Königreich.
Seit 2017 gehört der Windpark vollständig zum Portfolio von Greencoat UK Wind.
Der Bau des Windparks wurde offiziell von Greenpeace unterstützt, der produzierte Strom wurde von npower unter dem Markennamen Juice (deutsch: Saft) als Ökostrom vermarktet.

## Betriebsführung
Die Betriebsführung des Windparks erfolgt durch RWE Renewables.